# Cédric Varrault
Cédric Varrault (Blois, 30 januari 1980) is een Franse voetballer die doorgaans als verdediger speelt. Hij verruilde Panionios in 2011 voor Dijon FCO. Eerder speelde hij voor onder meer OGC Nice en AS Saint-Étienne.